# Peter Blauner
Peter Blauner (ur. 29 października 1959) – amerykański pisarz, scenarzysta filmowy, dziennikarz.
Ukończył studia na Wesleyan University w Middletown w stanie Connecticut. Później pracował jako dziennikarz. W 1992 za swoją książkę Moloch otrzymał Nagrodę im. Edgara Allana Poego w kategorii Najlepszy debiut powieściowy amerykańskiego autora. Był scenarzystą czterech odcinków serialu telewizyjnego Prawo i porządek: Zbrodniczy zamiar i trzech odcinków serialu Prawo i porządek: Los Angeles.
Jego żoną jest dziennikarka i pisarka Peg Tyre. Para ma dwóch synów.

## Dzieła

### Powieści
- If I Should Die Before I Wake (1991) (wyd. pol. 1999 Moloch)
- Casino Moon (1994)	(wyd. pol. 1996 Księżyc nad kasynem)
- The Intruder (1996) (wyd. pol. 1998 Intruz)
- Man of the Hour (1999) (wyd. pol. 1999 Człowiek dnia)
- The Last Good Day (2003)
- Slipping Into Darkness (2006)

### Opowiadania
- Going, Going, Gone (2007)
- The Consultant (2007)